# Jack McClinton
Jack Paul McClinton (Baltimora, 19 gennaio 1985) è un ex cestista statunitense, professionista nella NBDL e in Europa.

## Carriera
È stato selezionato dai San Antonio Spurs al secondo giro del Draft NBA 2009 (51ª scelta assoluta).